# Шмаргендорф
Шма́ргендорф (нем. Schmargendorf) — район Берлина, расположенный в округе Шарлоттенбург-Вильмерсдорф. Район до сегодняшних дней сохранил типичный облик, характерный для маленьких городков.

## История
Первые поселения на территории Шмаргендорфа возникли после 1220-х годов. Первое письменное упоминание селения датируется 1354 годом. В это же время была построена деревенская церковь Шмаргендорфа, сохранившаяся до наших дней. С XV века деревня находилась во владении бранденбургского рода Вильмерсдорфов (нем. Wilmersdorff), а в 1799 году была продана семейству Подевилс (нем. Podewils). В 1899 году Шмаргендорф получает статус самостоятельного поселения, в котором к тому времени уже проживает 2 тысячи жителей. В 1990 году была построена Шмаргендорфская ратуша.
В 1920 году Шмаргендорф был выделен из бранденбургского округа Тельтов и при создании «Большого Берлина» включён в пределы немецкой столицы в качестве района (нем. Ortsteil) в составе нового округа (нем. Bezirk) Вильмерсдорф, образованного из бывшего пригорода Берлина Дойч-Вильмерсдорф. В 2001 году в Берлине была проведена административная реформа с целью уменьшения количества округов, в результате чего округ Шарлоттенбург был объединён с округом Вильмерсдорф в новый укрупнённый округ Шарлоттенбург-Вильмерсдорф.
В 2004 году руководство округа Шарлоттенбург-Вильмерсдорф приняло решение раздробить два района, из которых он состоял, на более мелкие. В результате чего бывший когда-то округ, а затем район Вильмерсдорф, был разделён на районы Вильмерсдорф (исторический центр старого города), Шмаргендорф, Далем, Груневальд и Халензе.

## Транспорт
15 декабря 1883 года был открыт Шмаргендорфский вокзал, расположенный в двух километрах от поселения. Сегодня этот вокзал носит название «Хайдельбергер Плац» и является частью берлинского рингбана и образует единое целое с одноимённой станцией берлинского метрополитена.

## Достопримечательности

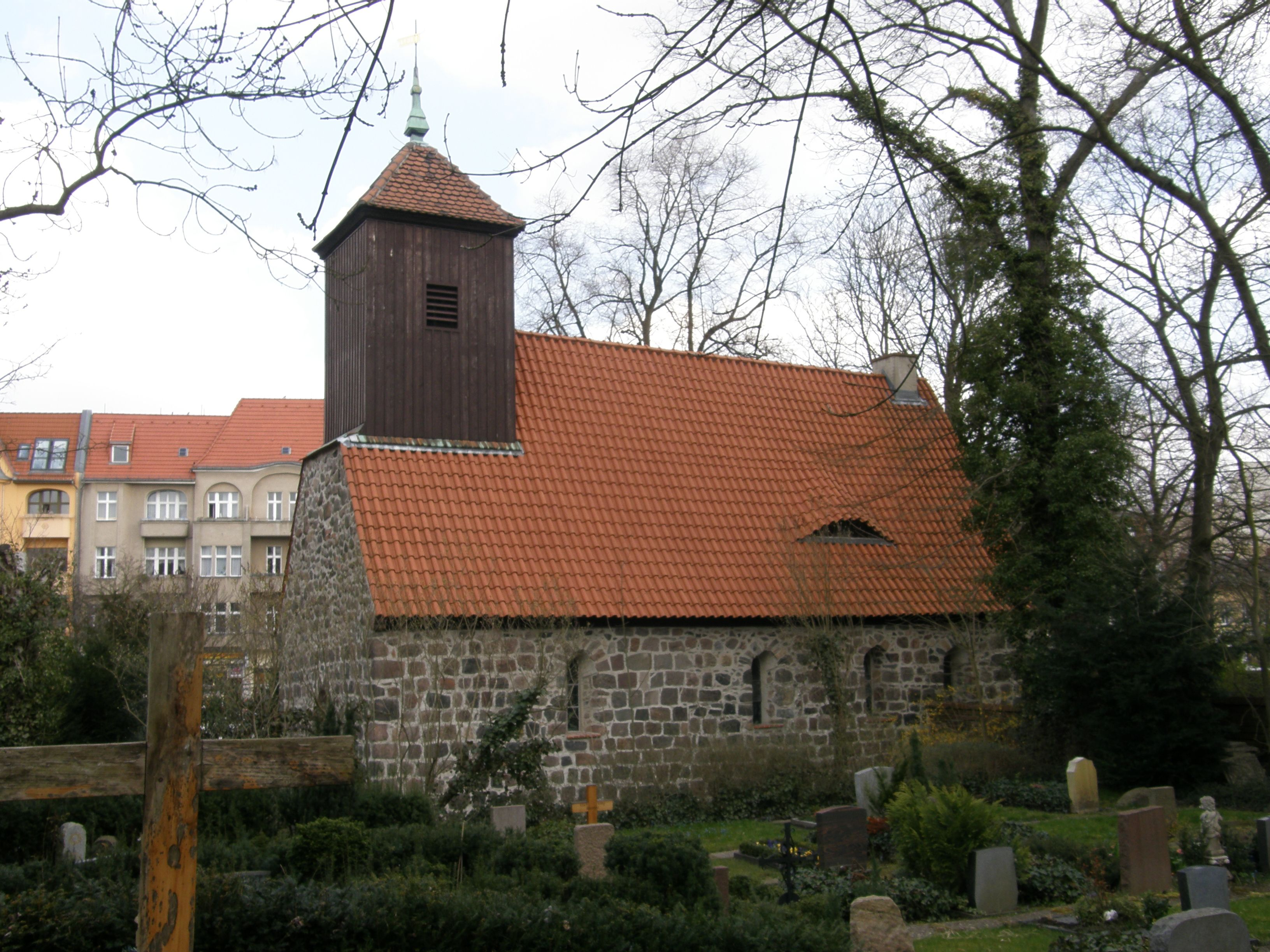
Деревенская церковь Шмаргендорфа
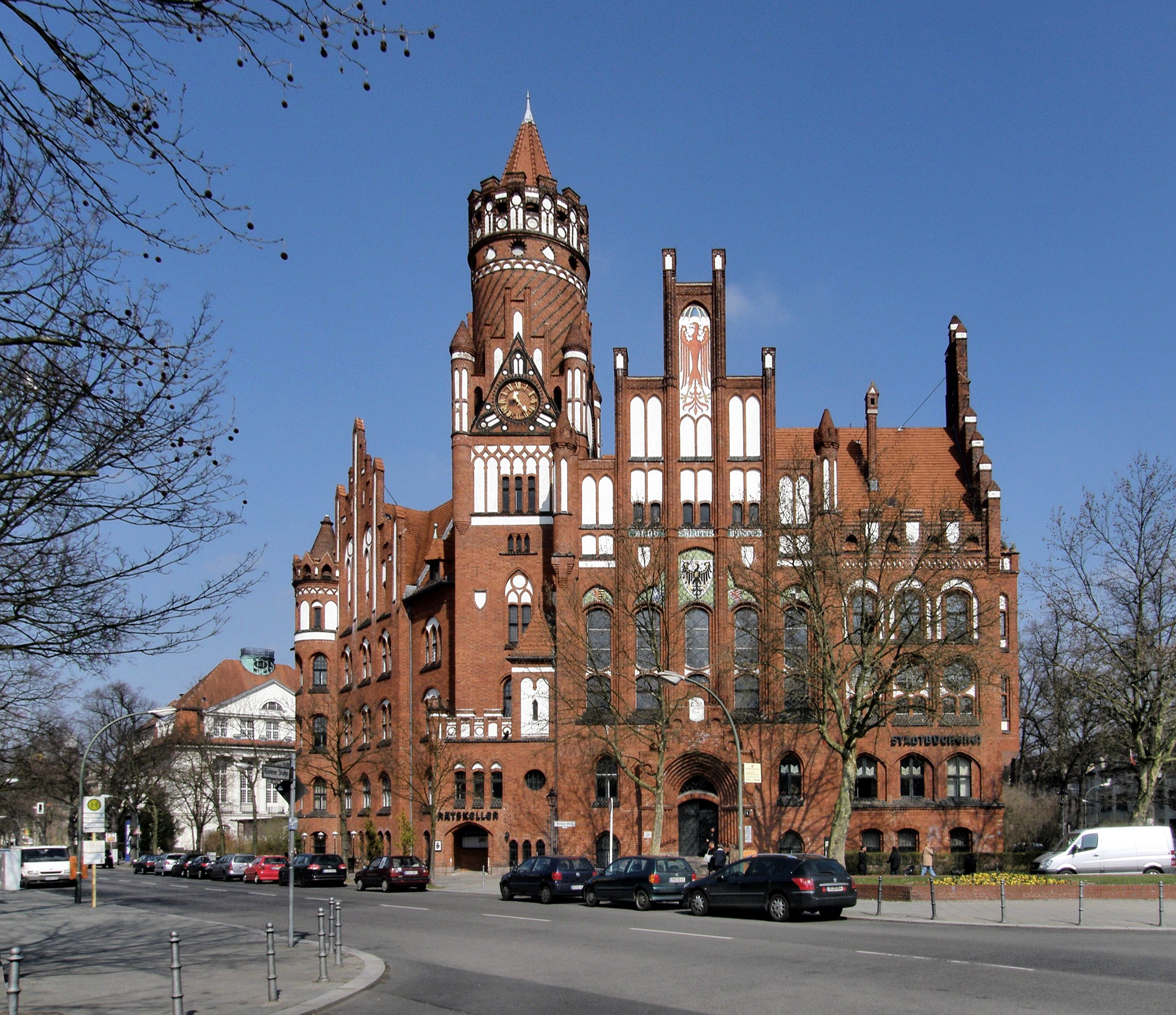
Шмаргендорфская ратуша
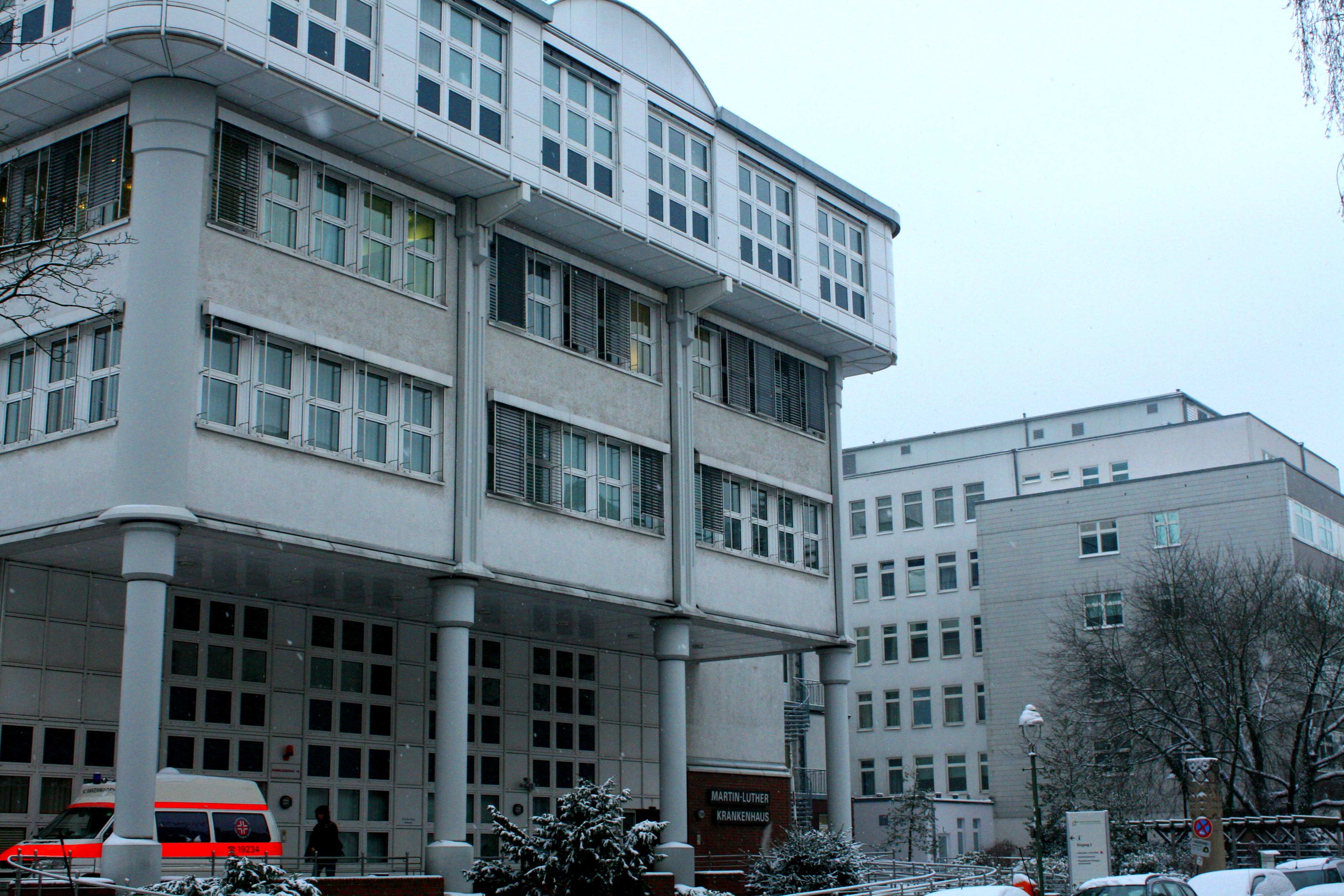
Больница имени Мартина Лютера